# Clinchamps-sur-Orne
Clinchamps-sur-Orne è un ex comune francese di 1 126 abitanti situato nel dipartimento del Calvados nella regione della Normandia. Dal 1º gennaio 2017 è stato accorpato al comune di Laize-la-Ville per formare il comune di Laize-Clinchamps, del quale costituisce comune delegato.

## Società

### Evoluzione demografica
Abitanti censiti